# Baillif
Baillif – miasto na Gwadelupie (departament zamorski Francji). Według danych szacunkowych na rok 2011 liczy 5094 mieszkańców.